# Mexotis terrellii
Mexotis terrellii är en måreväxtart som först beskrevs av David H. Lorence, och fick sitt nu gällande namn av Edward Everett Terrell och Harold Ernest Robinson. Mexotis terrellii ingår i släktet Mexotis och familjen måreväxter. Inga underarter finns listade i Catalogue of Life.